# Cold Fact
Cold Fact ist das Debütalbum des US-amerikanischen Folksängers Rodriguez. Es erschien im März 1970 bei Sussex Records und avancierte in Südafrika zu einem Dauerbrenner. 2013 wurde es durch den Dokumentarfilm Searching for Sugar Man wiederentdeckt.

## Entstehungsgeschichte
Cold Fact ist das Debütalbum des unter dem Namen Rodriguez bekanntgewordenen Folk-Singer-Songwriters Sixto Díaz Rodríguez, der die Songs selbst geschrieben hat. Zunächst von Harry Balk bei Impact Records unter Vertrag genommen, wechselte er nach der Pleite des Labels 1970 auf Anraten von Dennis Coffey und Mike Theodore zu Clarence Avants frisch gegründetem Label Sussex Records. Avant war besonders angetan von den Texten des 27-jährigen Songwriters, die das Leben auf Detroits Straßen thematisierten und von Drogendealern und Prostituierten handelten. Rodriguez hatte sich in Detroit bereits einen Namen gemacht und trat vermehrt an eher obskuren Plätzen auf. So wurden die ersten Songs von Cold Fact in einer kleinen Schwulenbar namens The In-Between und in einer Spelunke namens The Sewer by the Sea aufgenommen. Das Album entstand zwischen August und September 1969 im Tera-Shirma Studio, Detroit. Produzenten waren Dennis Coffey und Mike Theodore, unterstützt von Toningenieur Milan Bogdan. Die Gastmusiker, die auf der ersten Veröffentlichung nicht namentlich genannt wurden, bestanden aus der Crème de la Crème der damaligen Motown-Szene. So waren die Funk Brothers in die Aufnahmen involviert und auch Theodore und Coffey waren keine Unbekannten.
Rodriguez war im Studio sehr unsicher und wollte ungern mit Begleitband aufnehmen. Auch mochte er das Overdubbing nicht, das ihm zu seiner Art des Musizierens unpassend erschien. Rodriguez hatte nur zehn Songs für das Album geschrieben, doch Coffey und Theodore bestanden auf zwei weiteren Songs, um das Album abzuschließen. Sie engagierten Gary Harvey, einen professionellen Songwriter, der für Rodriguez zusammen mit Coffey und Theodore die beiden Songs Hate Street Dialogue und Gomorrah (A Nursery Rhyme) schrieb. Die drei versuchten sich Rodriguez’ typischen Stil anzueignen. Rodriguez fühlte sich jedoch missverstanden und es entstanden Spannungen unter den Beteiligten. Die Lieder wurden dennoch aufgenommen.
Der Mix fand schließlich in den RCA Studios statt. Verantwortlicher Toningenieur war Roy Hall. Theodore und Coffey trauten dem vorherigen Mix im Detroiter Studio nicht, da vor Ort oft getrickst wurde und sich die Aufnahmen später schlechter anhörten. Durch das hohe Budget, das ihnen Sussex zur Verfügung gestellt hatte, konnten sie noch ein paar weitere Aufnahmen mixen lassen. Verzögert wurde die Veröffentlichung des Albums auch durch Vertragsschwierigkeiten. So hatte Harry Balk nach dem Konkurs von Impact Records zu Motown Records gewechselt, die nun ihrerseits behaupteten, dass alle Rechte von Balk an sie übergegangen wären. Da Balk Rodriguez wohl einen Siebenjahresvertrag hatte unterschreiben lassen, fürchtete Rodriguez um sein Album. Daher gründete er mit seinem Bruder Jesus Rodriguez eine Corporation und ließ diesen als Songwriter eintragen. Um zudem seine eigenen Credits zu verschleiern, wurden im Booklet und auf der Schallplattenhülle bei allen Liedern außer den von Harvey, Coffey und Theodore geschriebenen, die Credits einfach weggelassen.
Das Album erschien schließlich im März 1970 mit der Katalognummer SXBS7000 über Sussex Records und erhielt überwiegend positive Kritiken, unter anderem im Billboard-Magazin, litt aber unter einer schlechten Promotion.

## Cover
Das Cover des Albums war problematisch. Theodore und Coffey engagierten das professionelle Studio Ransier und Anderson. Diese schickten ihren Fotografen Bob Flath. Ursprünglich sollte einfach ein Liveauftritt von Rodriguez im The Sewer abfotografiert werden, doch die Veranstalter gestatteten dem Fotografen nicht, das Set zu unterbrechen. Die einzigen Shots, die während des Auftritts entstanden, eigneten sich nicht. Da beim Auftritt eine Motorradgang anwesend war, experimentierte man mit Rodriguez auf einem der Motorräder, doch auch diese Aufnahmen waren nicht besonders gelungen. Schließlich nahm Flath eine Art Kristallkugel auf. Dazu nahm er einen Briefbeschwerer in Form einer Schneekugel und fotografierte diesen mit einem Echochrome-Effekt. Anschließend nahm er Rodriguez im Schneidersitz auf und montierte die beiden Aufnahmen zusammen. Dazu gesellten sich einige Schwarzweißaufnahmen aus Detroit. Auf dem Backcover wurden die Texte abgedruckt.

## Musikstil
Musikalisch bewegt sich Rodrigez auf dem Album in Richtung Bob Dylan, James Taylor und Nick Drake. Von seinen Einflüssen her kamen noch Leonard Cohen und The Rolling Stones dazu. Seine Texte basieren auf Beobachtungen menschlichen Verhaltens in Detroit und Umgebung. Ein weiteres Markenzeichen waren seine politischen Texte, die das Establishment angriffen und vom harten Leben in Detroit sowie dem täglichen Umgang mit Rassismus und Hass handelten. In Südafrika, wo er oft mit Jimi Hendrix verglichen wurde, waren es gerade diese Texte, die zu Zeiten der Apartheid ihren Reiz ausübten.

## Titelliste
1. Sugar Man – 3:45
2. Only Good for Conversation – 2:25
3. Crucify Your Mind – 2:30
4. This Is Not a Song, It’s an Outburst: Or, the Establishment Blues – 2:05
5. Hate Street Dialogue – 2:30
6. Forget It – 1:50
7. Inner City Blues – 3:23
8. I Wonder – 2:30
9. Like Janis – 2:32
10. Gommorah (A Nursery Rhyme) – 2:20
11. Rich Folks Hoax – 3:05
12. Jane S. Piddy – 2:54

## Singles
Die einzige Singleauskopplung Inner City Blues mit der B-Seite Forget It erschien als SUX 204 und floppte ebenfalls.
2002 erschien in der Zeitschrift SA Rock Digest Issue #149 eine auf 500 Stück limitierte 7’’-Beilage des Songs Sugar Man. Auf der zweiten Seite befindet sich Muddy Waters mit Tom Cat. Die Version ist identisch mit der von David Holmes Mixalbum.

## Erfolg
Trotz guter Reviews schaffte es Sussex Records nicht, das Album adäquat zu promoten. Das Album wurde lediglich auf WABX in Detroit gespielt, aber nicht auf den Underground-Sendern im Rest der Vereinigten Staaten, die ähnliche Musik gespielt haben und wo Rodriguez vermutlich sein Publikum gefunden hätte. Zudem schaffte es die Plattenfirma auch nicht, Interviews anzuwerben. Auf einem Promotrip nach Los Angeles stand sich Rodriguez dagegen selbst im Weg. So trat er im Ash Grove auf und brachte einen Mann von den Brown Berets auf die Bühne, der davon sprach, wie die Polizei in den Gefängnissen Menschen töte. Daraufhin schrieb Hollywood Reporter ein schlechtes Review.
Das Album war zum Erscheinungszeitpunkt insbesondere in den USA erfolglos und fand kein Publikum. Kurze Zeit später nahm Rodriguez sein zweites Album Coming from Reality auf, das ebenfalls erfolglos blieb. Rodriguez beendete daraufhin seine Karriere.
Ohne Kenntnis des Interpreten entwickelte sich Cold Fact im Laufe der Zeit zu einem internationalen Longseller und erhielt Platin in Australien und Südafrika. 1976 wurden einige Exemplare des Albums in einem Lager in New York entdeckt und nach Australien gesandt. Dort erreichte das Album 1978 #23 der australischen Charts und verblieb dort ganze 55 Wochen. 1979 erschienen seine beiden Alben als Rerelease. So trat Rodriguez dann 1979 in Australien auf und wiederholte dies 1981, widmete sich anschließend aber wieder seinem Berufsleben. 1981 spielte er zusammen mit der damals noch unbekannten Band Midnight Oil.
Dagegen unbemerkt blieb der große Erfolg des Albums in Südafrika. Das Album erschien dort 1971 erstmals über A&M, die die Rechte an Sussex in Südafrika hatten. In den 1970ern war die Apartheid dort vorherrschend, Südafrika war ein Polizeistaat. Es gab jedoch eine lebendige Underground-Szene in der Rodriguez seine Verbreitung fand. Zwar wurde er weder im staatlichen Radio noch auf den zahlreichen Piratensendern gespielt, doch seine Musik verbreitete sich über Mund-Propaganda. So verkaufte sich Cold Fact außergewöhnlich gut in Südafrika, während sein zweites Album Coming from Reality dort 1976 als After the Fact vermarktet wurde, jedoch weitaus weniger Erfolg hatte. Viele hörten Rodriguez damals in der Armee auf selbst aufgenommenen Kassetten. Rodriguez stieg dort zu einer Art Guru auf, in etwa vergleichbar mit Jimi Hendrix oder The Beatles in der westlichen Welt. In Südafrika wurden außerdem die ersten CD-Veröffentlichungen produziert. Am 9. März 1998 wurde das Album schließlich mit Platin ausgezeichnet. Damit hatte es sich dort 50.000-mal verkauft. Da nach 1976 keine neuen Alben erschienen, rankten sich Legenden um den Musiker. Erst über die Website „The Great Rodriguez Hunt“ konnte Rodriguez aufgespürt werden und sein Ruhm in Südafrika wurde ihm erstmals bewusst.
Seine Lieder wie Establishment Blues galten als Anti-Apartheidhymnen und wurden im südafrikanischen Radio gespielt. 2001 verwendete der Rapper Nas ein Sample aus Sugar Man für You’re Da Man auf seinem Album Stillmatic. Dabei schnitt Large Professor das Sample so, dass daraus You’re the Man wurde. Ebenso nutzte David Holmes das Lied für seine Mix-Kompilation Come Get It, I Got It. 2009 erschien der Dokumentarfilm Searching for Sugar Man, der bei 2012 einen Oscar als Bester Dokumentarfilm erhielt. Bereits 2008, während der Dreharbeiten, wurde Cold Fact neu aufgelegt. Im Zuge der Wiederentdeckung erreichte das Album 2013 in Dänemark Platz 4 und Platz 11 in Australien. Dort erreichte es außerdem Platz 19 der Jahrescharts 2013. In der Schweiz erreichte das Album Platz 20.
| Jahr | Titel     | Höchstplatzierung, Gesamtwochen, AuszeichnungChartplatzierungen (Jahr, Titel, Platzierungen, Wochen, Auszeichnungen, Anmerkungen) | Höchstplatzierung, Gesamtwochen, AuszeichnungChartplatzierungen (Jahr, Titel, Platzierungen, Wochen, Auszeichnungen, Anmerkungen) | Höchstplatzierung, Gesamtwochen, AuszeichnungChartplatzierungen (Jahr, Titel, Platzierungen, Wochen, Auszeichnungen, Anmerkungen) | Höchstplatzierung, Gesamtwochen, AuszeichnungChartplatzierungen (Jahr, Titel, Platzierungen, Wochen, Auszeichnungen, Anmerkungen) | Höchstplatzierung, Gesamtwochen, AuszeichnungChartplatzierungen (Jahr, Titel, Platzierungen, Wochen, Auszeichnungen, Anmerkungen) | Anmerkungen                     |
| Jahr | Titel     | DE | AT | CH | UK | US | Anmerkungen                     |
| ---- | --------- | --- | --- | --- | --- | --- | ------------------------------- |
| 1970 | Cold Fact | — | — | CH20 (1 Wo.)CH | UK39 (2 Wo.)UK | US78 (18 Wo.)US | Erstveröffentlichung: März 1970 |

grau schraffiert: keine Chartdaten aus diesem Jahr verfügbar

## Rereleases
Eine Auflistung der verschiedenen Veröffentlichungen:

### Als LP
- 1971: A&M [AMLS 67000] (Südafrika)
- 1974: United Artists [SXBS 7000] (Südafrika)
- 1978: Blue Goose Music [BGM 002] (Australien)
- 1978: Interfusion [L34226] (Neuseeland)
- 1991: Teal Trutone [KVL 5109] (Südafrika)
- 2008: Light In The Attic [LITA036] (Remastered) (Vereinigte Staaten)

### Als Kassette
- 1973: A&M [CXBS 7000] (Südafrika)
- 1991: Teal Trutone [KVC 5109] (Südafrika)
- 1990er; Teal Trutone [MMTC 1846] (Südafrika)

### CD
- 1986: BMG Arista [BGM 002] (Australien)
- 1980er: RPM [ICSXBS7000] (Südafrika)
- 1991: Teal Trutone [200 014-2] (Südafrika)
- 1993: RCA Victor [VPCD 6745] (Australien)
- 1990er: Teal Trutone [MMTCD 1846] (Südafrika)
- 2002: PT Music [CDA DTA 7000] (Südafrika)
- 2005: PT Music [CDA DTA 7000] (Remastered Version, Südafrika)
- 2008: Light In The Attic [LITA036] (Remastered Version, Vereinigte Staaten)
- 2012: Sony [CDSM552] (Südafrika)

## Coverversionen
2003 coverte The Free Association (David Holmes, nordirischer DJ/Produzent) das Stück "Sugar Man" (Original, Radio Edit, 2 Mixes).
2015 erschien ein Remix beziehungsweise eine Coverversion von Hate Street Dialogue, die vom französischen Deep-House-Produzenten Tristan Casara unter dem Interpretennamen The Avener feat. Rodriguez neu bearbeitet wurde. Diese erreichte Platz 82 der deutschen, Platz 41 der Schweizer und Platz 101 der französischen Charts.

| Jahr | Titel Album                                                                   | Höchstplatzierung, Gesamtwochen, AuszeichnungChartplatzierungen (Jahr, Titel, Album, Platzierungen, Wochen, Auszeichnungen, Anmerkungen) | Höchstplatzierung, Gesamtwochen, AuszeichnungChartplatzierungen (Jahr, Titel, Album, Platzierungen, Wochen, Auszeichnungen, Anmerkungen) | Höchstplatzierung, Gesamtwochen, AuszeichnungChartplatzierungen (Jahr, Titel, Album, Platzierungen, Wochen, Auszeichnungen, Anmerkungen) | Anmerkungen |
| Jahr | Titel Album                                                                   | DE | CH | FR | Anmerkungen |
| ---- | ----------------------------------------------------------------------------- | --- | --- | --- | ----------- |
| 2015 | The Avener feat. Rodriguez: Hate Street Dialogue The Wanderings of the Avener | DE82 (3 Wo.)DE | CH41 (3 Wo.)CH | FR101 (13 Wo.)FR |             |